# Tenable, Inc.
Tenable, Inc. ist ein Cybersicherheitsunternehmen mit Sitz in Columbia, Maryland. Es ist für die Entwicklung des Schwachstellenscanners Nessus bekannt.

## Geschichte
Tenable wurde 2002 unter dem Namen Tenable Network Security, Inc. gegründet. Die Mitgründer von Tenable sind Ron Gula, Jack Huffard und Renaud Deraison.
2012 erhielt Tenable seine erste institutionelle Finanzierungsrunde in Höhe von 50 Millionen US-Dollar von der Risikokapitalgesellschaft Accel Partners.
2017 wurde das Unternehmen in Tenable, Inc. umbenannt.
Am 26. Juli 2018 ging das Unternehmen an die Börse (Nasdaq).
Im Januar 2025 verstarb der CEO des Unternehmens, Amit Yoran, im Alter von 54 Jahren an den Folgen einer Krebserkrankung. Im selben Monat übernahm das Unternehmen Vulcan Cyber.